# Кашарский сельсовет (Липецкая область)
Кашарский сельсовет — сельское поселение в Задонском районе Липецкой области Российской Федерации.
Административный центр — село Кашары.

## История
Статус и границы сельского поселения установлены Законом Липецкой области от 23 сентября 2004 года № 126-ОЗ «Об установлении границ муниципальных образований Липецкой области»

## Население
| 2010  | 2012  | 2013  | 2014  | 2015  | 2016  | 2017  |
| ----- | ----- | ----- | ----- | ----- | ----- | ----- |
| 1557  | ↗1584 | ↗1587 | ↗1630 | ↗1652 | ↗1682 | ↘1641 |
| 2018  | 2021  |       |       |       |       |       |
| ↘1613 | ↘1460 |       |       |       |       |       |

## Состав сельского поселения
| № | Населённый пункт | Тип населённого пункта       | Население |
| - | ---------------- | ---------------------------- | --------- |
| 1 | Кашары           | село, административный центр | ↗1118     |
| 2 | Мирное           | село                         | 371       |
| 3 | Нечаевка         | деревня                      | ↗72       |
| 4 | Проходня         | деревня                      | 0         |
| 5 | Сергиевка        | деревня                      | 9         |